# أولوس جيليوس
أولوس جيليوس (باللاتينية: Aulus Gellius) (حوالي 125 - بعد 180 م) مؤلف ونحوي روماني. اشتهر بكتابه " ليالي أتيكا"، عبارة عن كُنَّاشَةُ جمعت مواضيع القواعد والفلسفة والتاريخ والآثار وغيرها، الأمر الذي أدى الى الحافظ على أعمال العديد من المؤرخين والكُتاب الذين لولاها لما عُرفوا اليوم.

## اسم
ذكرت نُسخة القرون الوسطى من " ليالي أتيكا" اسم "أولوس جيليوس" في شكل "أجيليوس"، والذي أستخدمه المؤرخ «بريسيان»؛ أما «لاكتانتيوس» و«سيرفيوس» و«القديس أوغسطين» فقد استخدموا "أ. جيليوس". ناقش العلماء من عصر النهضة فصاعدًا أي من الاسمين المرسلَين هو الصحيح، قبل الاستقرار على "أولوس جيليوس" في العصر الحديث.

## حياة
المصدر الوحيد لحياة «أولوس جيليوس» هي التفاصيل المُسجلة في كتاباته. تُشير الأدلة الداخلية إلى أن «جيليوس» ولد بين عامي 125 و 128 بعد الميلاد. كان من عائلة وعلاقات جيدة، ربما من أصل أفريقي، [4] لكنه على الأرجح ولد وترعرع بالتأكيد في روما. حضر دورة الألعاب البيثية في عام 147، وأقام لفترة طويلة في أثينا. درس «جيليوس» البلاغة تحت «تيتوس كاستريسيوس» و«سولبيسيوس أبوليناريس». الفلسفة تحت «كالفيسيوس تاروس» و«بروتيوس بيرغينوس»؛ وكان على صداقة مع «فافورينوس» و«هيرودس أتيكوس» و«فرونتو».
عاد إلى روما حيث شغل منصبًا قضائيًا. تم تعيينه في منصب البريتور ليكون بمثابة حاكم في القضايا المدنية، وبالتالي فإن الكثير من الوقت الذي كان يخصصه للمهام الأدبية كان أيضًا مشغولًا بالواجبات القضائية.

## ليالي أتيكا
العمل الوحيد المعروف لـ «أولوس جيليوس» هو "ليالي أتيكا" (بالاتينية: Noctes Atticae)، والذي اشتق اسمه من بدايت كتابته خلال ليالي الشتاء الطويلة التي قضاها في أتيكا. أكمله بعد ذلك في روما. تم تجميعه في كُنَّاشَةُ، قام فيه بتدوين كل شيء ذي اهتمام غير عادي كان قد سمعه في مُحادثة أو قرأه في كتب، ويتضمن مُلاحظات حول القواعد، والهندسة، والفلسفة، والتاريخ والعديد من الموضوعات الأخرى. إحدى القصص هي حكاية أندروكليس، والتي غالبًا ما يتم تضمينها خطئًا في خُرافات إيسوب، قادت الأدلة الداخلية المؤرخ «ليوفرانك هولفورد ستريفنز» إلى تأريخ نشرها في أو بعد سنه 177 م.
ينقسم العمل، الذي يخلو عن عمد من تسلسل أو ترتيب، إلى عشرين كتابًا. لقد نجوا جميعًا باستثناء الثامن، الذي لم يبق منه سوى المؤشر. "ليالي أتيكا" قيمة بالنسبة للبصيرة التي تحملها في طبيعة المُجتمع ومساعي تلك الأوقات، وللمُقتطفات العديدة من أعمال المؤلفين القدامى الذين فُقدوا مع الزمن.
وجدت "ليالي أتيكا" العديد من القراء في العصور القديمة. الكتاب الذين استخدموا هذا التجميع هم «أبوليوس» و«لاكتانتيوس» و«مارشيلوس» و«مارسيليانوس» والمؤلف المجهول لـ هستوريا أوغوستا و«سيرفيوس» و«أوغسطينوس». لكن الأبرز هو كيف أستخدم «ماكروبيوس» عمل «أولوس جيليوس»، والذي دون ذكر اسمه، يقتبس جيليوس حرفيًا في جميع أنحاء كتابه "تعليق على حلم سكيبيو".

### تجربة فيثاغورس
أحدى القصص المذكورة في "ليالي أتيكا" هي Ex pede Herculem "من قدمه، يُمكننا قياس هرقل"، هو مبدأ التناسب المُستوحى من تجربة منسوبة إلى الفيلسوف والعالم الإغريقي «فيثاغورس».

وفقًا لـ «أولوس جيليوس»:

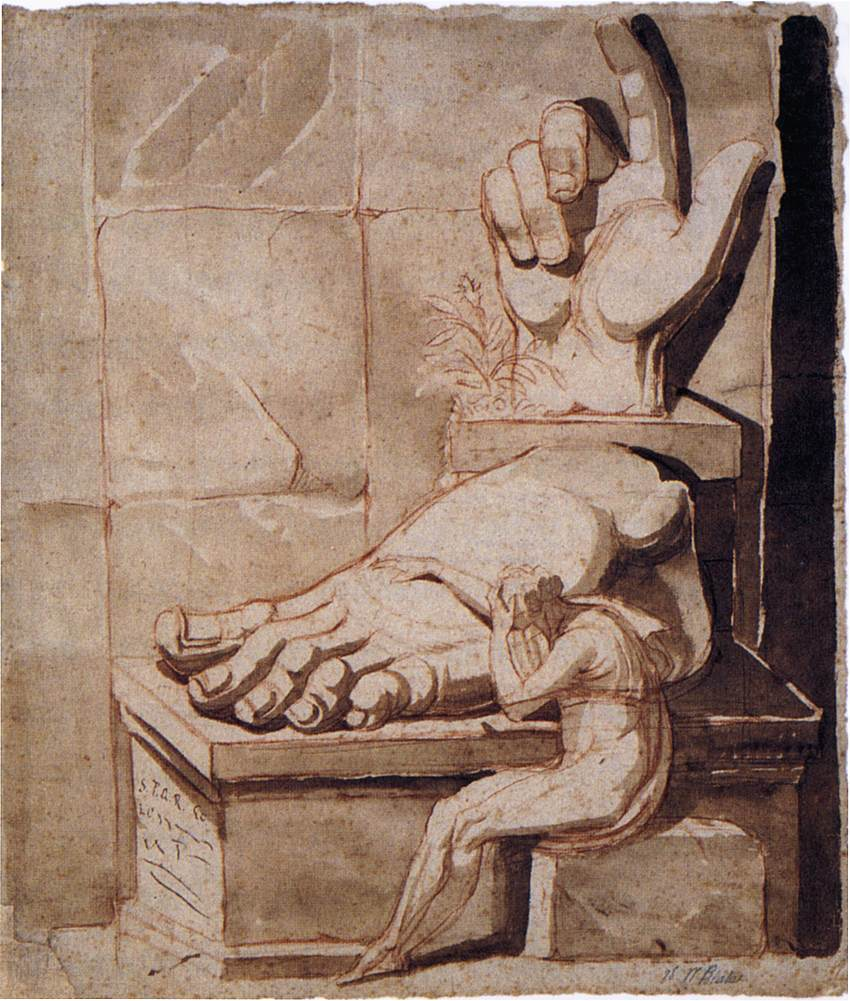
اليأس يُصيب الفنان بفعل عظمة الأثر، بريشة «هنري فوسيلي» 1778.

| ” | قام الفيلسوف فيثاغورس بأستخدام المنطق والدقة في تحديد وقياس حجم وطول البطل هرقل. فمُنذ أن تم الاتفاق بشكل عام على أن هرقل انطلق من مضمار السباق في ملعب أوليمبيا، بالقرب من معبد زيوس، وقطع مسافة بطول ستمائة قدم، وبما أن المسافات الأخرى في ملاعب اليونان، التي قطعها رجال آخرون في وقت لاحق، كانت في الواقع بطول ستمائة قدم، لكنها أقصر إلى حد ما من تلك التي كانت في أولمبيا، فقد استنتج بسهولة من خلال المُقارنة أن الطول المُقاس لقدم هرقل كان أكبر من طول قدم بقية الرجال في نفس النسبة التي كانت فيها دورة ملعب أولمبيا أطول من دورات الملاعب الأخرى. وبعد ذلك، بعد أن تأكد من حجم قدم هرقل، أجرى حسابًا لارتفاع الجسم المُناسب لهذا المقياس، بناءً على النسبة الطبيعية لجميع أجزاء الجسم، وبالتالي توصل إلى نتيجة منطقية مفادها أن هرقل كان أطول بكثير من بقية الرجال. | “ |

بعبارة أخرى، يُمكن للمرء "أن يستنبِط الكُل من الجٌُزء". ex ungue leonem، "من مخلبه يُمكننا أن نعرف الأسد"، هي عبارة مُماثلة، تمت الإشارة إليها في موسوعة "قارئ بينيت" لعام 1948.
تم رفع المبدأ إلى البديهية في علم الأحياء بواسطة العالم «دارسي وينتوورث طومسون»، في كتابه "على النُمو والشَكل" الصادر سنة 1917؛ لقد وجد استخدامًا يمكن الاعتماد عليه في علم الأحافير، حيث تقدم قياسات عظم الفك الأحفوري أو فقرة واحدة تقريبًا وثيقًا لحجم حيوان أنقرض مُنذ فترة طويلة، في الحالات التي تكون فيها الحيوانات المُماثلة معروفة بالفعل. يتم مُتابعة دراسات التناسب لعلم الأحياء في مجالات التشكل والفيزياء الحيوية والإحصاء الحيوي.

### أندروكليس والأسد

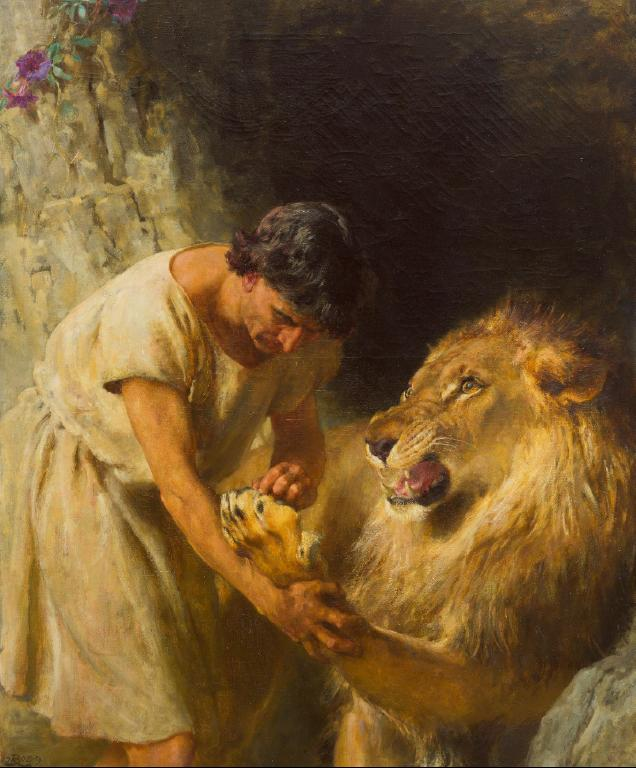
أندروكليس والأسد، بريشة «بريتون ريفيير» 1908.

يروي «أولوس جيليوس» قصة رواها المؤرخ المصري الإغريقي «أبيون» في عمله المفقود Αἰγυπτιακά "عجائب مصر"، والتي ادعى «أبيون» أنه شاهدها شخصيًا في روما. القصة تروي حكاية «أندروكلس»، عَبد هارب لقنصل روماني سابق كان يُدير جزءًا من مقاطعة إفريقيا. يحتمي «أندروكلس» في كهف تبين أنه عرين أسد جريح، يزيل «أندروكلس» شوكة كبيرة من كف الأسد. في امتنانه، يُصبح الأسد مُستأنس ومن ثم يشاركه صيده.
بعد ثلاث سنوات، يتوق «أندروكلس» إلى العودة إلى الحضارة، لكنه سرعان ما يُسجن كعبد هارب ويُرسل إلى روما. هناك محكوم عليه أن تلتهمه الحيوانات البرية في السيرك العظيم في حضور إمبراطور ورد ذكره في الرواية باسم "غايوس قيصر"، ويفترض «كاليغولا». تبين أن أكثر هذه الكواسر فرضًا هو الأسد نفسه، الذي يُظهر مرة أخرى عاطفته تجاه «أندروكلس». بعد استجوابه، يعفو الإمبراطور عن العبد تقديراً لهذه الصداقة، ويُترك الأسد في حوزته. ثم نُقل عن «أبيون»، الذي ادعى أنه كان مُتفرجًا في هذه المناسبة، يقول:
| ” | بعد ذلك اعتدنا أن نرى أندروكلس مع الأسد مربوطًا بسلسلة رفيعة، يقومان بجولات في جميع أنحاء المدينة؛ أعطي أندروكلس نقوداً، ورش الأسد بالورود، وكل من التقى بهم في أي مكان هتف: "هذا هو الأسد، صديق الرجل، هذا هو الرجل، طبيب الأسد. | “ |

تكررت القصة بعد قرن من قبل «كلوديوس أيليانوس» في عمله "عن طبيعة الحيوانات".